# ستريت فايتر إي إكس
ستريت فايتر إي إكس (بالإنجليزية: Street Fighter EX)‏ (باليابانية: ス ト リ ー ト フ ァ イ タ ー EX ، Sutorīto Faitā EX) هي لعبة قتال ثنائية الأبعاد برسومات ثلاثية الأبعاد، تم تطويرها ونشرها من طرف شركة كابكوم اليابانية بالتعاون مع أريكا على أجهزة ألعاب أركيد عام 1996. وهي تعتبر كجزء فرعي، الإصدار التاسع في سلسلة ستريت فايتر. كانت لعبة ستريت فايتر إي إكس، أول لعبة في هذه السلسلة التي تتميز برسومات ثلاثية الأبعاد خلافاً للأجزاء السابقة التي تميزت برسومات ثنائية الأبعاد. وتم إصدار نسخة حصرية على منصة بلاي ستيشن عام 1997.

## نظام اللعب
يستخدم نظام القتال في هذه اللعبة، أنظمة قتال مستمدة من لعبتي ستريت فايتر 2 وستريت فايتر ألفا، ولكنه يحتوي أيضًا على بعض الأنظمة الأصلية. من نواحٍ عديدة، لا تزال اللعبة تلعب مثل لعبة قتال ثنائية الأبعاد، لكن غالبًا ما تتغير الطائرة الخطية التي تقاتل فيها الشخصيات على طول ساحة ثلاثية الأبعاد. تستخدم اللعبة حركات خاصة ومجموعات فائقة مألوفة أو مشابهة للألعاب السابقة في السلسلة. على عكس ألعاب ستريت فايتر ألفا أو داركستالكرز، تتميز لعبة ستريت فايتر إي إكس بمقياس فائق مع ثلاثة أقسام منفصلة، وليس مستويات، وهو أمر فريد في سلسلة الألعاب المنبثقة هذه.
بصرف النظر عن رمي خصمك أو الإضرار بصحته باستخدام حركات خاصة، فإن طريقة محاربة الحجب هي "Guard Break". Guard Break هي حركة، إذا كانت متصلة بالخصم المحظور، تكسر الكتلة وتجعله يصاب بالدوار. يمكنك استخدام Guard Break في أي وقت بمستوى واحد من مقياس سوبر كومبو. هذا أيضًا ميكانيكية SF ولكن في ألعاب ستريت فايتر ألفا، يؤدي كسر الحماية ببساطة إلى فتح، في حين أن كسر الحماية بلعبة ستريت فايتر إي إكس يشبه إلى حد كبير الصعق.
يمكنك القيام بحركة خاصة بعد حركة منتظمة أو حركة خاصة أخرى؛ وهذا ما يسمى «إلغاء». في عملية عمل سوبر كومبو، يمكن أداء سوبر كومبو آخر. هذا يسمى «سوبر إلغاء» ويمكنك القيام به مع سوبر كومبوز. يسمح هذا لك بجمع عدة سوبر كوميو معًا لإحداث أضرار جسيمة لخصمك.

## النسخ

### ستريت فايتر إي إكس بلس
بعد بضعة أشهر من إصدار النسخة الأصلية من ستريت فايتر إي إكي، تم إصدار نسخة مطورة بعنوان ستريت فايتر إي إكس بلس على الآركيد في 31 مارس 1997. في هذا الإصدار، تتوفر جميع الشخصيات المخفية التي تم إصدارها بشكل افتراضي. يضيف هذا الإصدار أيضًا أربعة شخصيات مخفية جديدة، مما يزيد العدد الإجمالي للشخصيات إلى 21 وهم: ريو الشرير من ستريت فايتر ألفا 2 ، نسخة بديلة من هوكوتو يُدعى بلودي هوكوتو، واثنين من سايبورغ اسمه Cycloid-β و Cycloid-γ.

### ستريت فايتر إي إكس بلس إيه
تم إصدار نسخة بلاي ستيشن من اللعبة، بعنوان ستريت فايتر إي إكس بلس ألفا وتم الترويج له على أنه ستريت فايتر إي إكس بلس إيه ، في 17 يوليو 1997. تم تضمين جميع الشخصيات من إصدار الآركيد من إي إكس بلس، بالإضافة إلى شخصيتين حصريتين لـ زاد هذا الإصدار من إجمالي عدد الشخصيات إلى 23 وهم: دالسيم من ستريت فايتر 2 وساكورا من ستريت فايتر ألفا 2. بالإضافة إلى ذلك، هناك مرحلة إضافية خفية حيث يتعين على اللاعب تحطيم البراميل، على غرار إحدى مراحل المكافآت الثلاثة من ستريت فايتر 2.

## الشخصيات
تتميز لعبة ستريت فايتر إي إكس الأصلية بـ 17 شخصية. تضم 18 شخصية جديدة في الألعاب الثلاث لسلسلة ستريت فايتر إي إكس، يمثل هذا أكبر مجموعة أصلية من الشخصيات تم تقديمها في سلسلة ستريت فايتر.
| النسخة                      | الشخصيات | سنة الإصدار |
| --------------------------- | --- | ----------- |
| ستريت فايتر إي إكس          | - ريو - كين - تشن لي - زانجيف - غايل - هوكوتو - دوكترين دارك - بولوم بورنا - كراكر جاك - سكولومينيا الشخصيات المخفية - ألين سنيدر - بلاير دايم - كايري - دارون ميستر | 1996        |
| ستريت فايتر إي إكس بلس      | الشخصيات الجديدة - ريو الشرير - بلودي هوكوتو - Cycloid-β - Cycloid-γ                                                                                                 | 1997        |
| ستريت فايتر إي إكس بلس ألفا | الشخصيات الجديدة - دالسيم - ساكورا شخصيات الزعماء - أكوما - غارودا - إم. بايسون                                                                                      | 1997        |

## التقييم
| التقييم |               |
| --- | ------------- |
| مجموع النقاط المجموع نقاط غيم رانكينغز 86% (PS1) نتائج المراجعة نشرة نقاط كمبيوتر آند فيديو غيمز (PS1) إلكترونك غيمينغ مونثلي 8.5 (PS1) غيم سبوت 8.3/10 (PS1) آي جي إن 8.3/10 (PS1) نيكست جينرايشن (آركيد) (PS1) بي.إس.إم. 8/10 (PS1) |               |
| مجموع النقاط |               |
| المجموع | نقاط          |
| غيم رانكينغز | 86% (PS1)     |
| نتائج المراجعة |               |
| نشرة | نقاط          |
| كمبيوتر آند فيديو غيمز | (PS1)         |
| إلكترونك غيمينغ مونثلي | 8.5 (PS1)     |
| غيم سبوت | 8.3/10 (PS1)  |
| آي جي إن | 8.3/10 (PS1)  |
| نيكست جينرايشن | (آركيد) (PS1) |
| بي.إس.إم. | 8/10 (PS1)    |

### ردة الفعل
أثنى أحد المراجعين في نيكست جينرايشن على كابكوم لإحضار سلسلة ستريت فايتر إلى رسوم ثلاثية الأبعاد، لكنه اعتبر ستريت فايتر إي إكس محاولة فاشلة في النهاية. وأشار إلى أنه في حين أن الشخصيات متوازنة بشكل متساو ولديها حفنة من الحركات المبتكرة، «تلعب اللعبة مثل ابن عم بعيد لسلسلة ستريت فايتر» وهي ببساطة ليست ممتعة. كما وجد أن الرسوم المتحركة والخلفيات لا ترقى إلى معايير ستريت فايتر.
تم تلقي نسخة بلاي ستيشن الموسعة بشكل إيجابي أكثر. أوضح الجيل القادم أنه قد تجاوز إصدار الآركيد بكثير من خلال إضافة شخصيات جديدة وأنماط لعب جديدة، بالإضافة إلى تصحيح الشعور، ووصفه بأنه «عنوان بارز حتى غير المحبين للغة السويدية سيستمتعون به.» أكدت غيم سبوت للقراء أن مظهر الشخصيات القديمة قد تمت ترجمته بأمانة إلى شكل متعدد الأضلاع، ووافق النقاد بشكل عام على انتقال السلسلة إلى رسومات متعددة الأضلاع. قال دان هسو من إلكترونك غيمينغ مونثلي إنها كانت «ما كان يجب أن يُطلق عليه ستريت فايتر 3» بدلاً من اللعبة القائمة على العفاريت التي تم إصدارها تحت هذا الاسم، وقال المراجع المشارك هوارد غروسمان إنها «تتمتع بجاذبية المظهر ثلاثي الأبعاد، إمكانية اللعب ثنائية الأبعاد وخيارات رائعة!» وصفتها غيم سبوت بأنها«لعبة ممتعة مع طريقة لعب رائعة، أفضل من الجماليات العادية، وعدد كبير من الشخصيات» و«لعبة ستريت فايتر ثلاثية الأبعاد تستحق تراثها.» صرحت مجلة بلاي ستيشن البريطانية الرسمية أن «طريقة اللعب مميزة مثل تاج محل»، وأنها كانت «أكثر متعة عشناها مع ستريت فايتر منذ توربو»، وصنفت العمر بـ 10/10. خلصوا إلى أن «هذا يشبه شهر العسل الثاني. لا يزال السيد الحقيقي لألعاب فنون الدفاع عن النفس منقطع النظير.» صرح جيسون بور من آي جي إن «هذا أحد أفضل لاعبي الشوارع الذين لعبتهم على الإطلاق، وأعتقد أنها لعبة جيدة التبديل. لا يزال مقاتلًا ثنائي الأبعاد، لكنه يبدو أفضل كثيرًا.» وبالمثل قالت غيم برو إنها«تضيف مظهرًا مضلعًا ثلاثي الأبعاد رائعًا إلى اللعبة الكلاسيكية مع الحفاظ على متعة اللعب الأساسي الذي جعل السلسلة واحدة من النوع القتال هو الأفضل على الإطلاق.»
أحب النقاد أيضًا بأغلبية ساحقة الشخصيات الجديدة التي قدمتها اللعبة، ووصفها نيكست جينرايشن بأنها «قابلة للعب للغاية ومتميزة» وكتب إد لوماس في ألعاب الكمبيوتر والفيديو أنهم «بدأوا في النمو عليك قبل فترة طويلة - خاصةً سكولو.» كان أكثر منتقدي الحجز شيوعًا هو أن اللعبة لم تفعل ما يكفي لتغيير الأسلوب من ألعاب ستريت فايتر السابقة. قال هسو إنه على الرغم من وجود تغييرات كافية في الحركات والتوقيت لتحدي قدامى المحاربين في ستريت فايتر، إلا أنه أصيب بخيبة أمل لأن الشخصيات الجديدة جميعًا استخدمت كرة النار التقليدية وحركات دراغون بانش جوي باد، ورأى غيم برو أيضًا أنها جعلتهم يشعرون وكأنهم «كين واستنساخ ريو».
في عام 1998، أدرجتها مجلة بلاي ستيشن الرسمية في المرتبة التاسعة في «أفضل ألعاب بلاي ستيشن على الإطلاق».

### إعلان تجاري
في اليابان، أدرجت غيم ماشين ستريت فايتر إي إكس في عددها الصادر في 15 فبراير 1997 على أنها ثاني أكثر ألعاب الآركيد نجاحًا لهذا العام. كما أدرجت شركة غيم ماشين ستريت فايتر إي إكس في عددها الصادر في 15 مايو 1997 على أنها سادس أكثر ألعاب الأركيد نجاحًا في العام. في أمريكا الشمالية، شهدت نسخة الآركيد توزيعًا محدودًا.
باعت نسخة بلاي ستيشن أكثر من 400000 نسخة إجمالية في جميع أنحاء العالم بعد عامه الأول للبيع، مؤهلًا للمجموعة البلاتينية.

## وصلات خارجية
- Shoryuken.com (the online center of competitive Street Fighter)
- Arika - the developers of the Street Fighter EX series.

- J-pop.com interview with Akira Nishitani about Street Fighter EX